# Mýflug
Mýflug – islandzka linia lotnicza z siedzibą w Akureyri. Została założona w 1985.

## Flota
- 2 Beechcraft King Air 200
- 2 Cessna 206 Stationair